# Rosalinjerat metallfly
Rosalinjerat metallfly, Euchalcia variabilis, är en fjärilsart som beskrevs av Mathias Piller och Ludwig Mitterpacher 1783. Rosalinjerat metallfly ingår i släktet Euchalcia och familjen nattflyn, Noctuidae. Enligt den finska rödlistan är arten akut hotad, CR, i Finland. Arten är ännu inte funnen i Sverige. Två underarter finns listade i Catalogue of Life, Euchalcia variabilis fuscolivacea Varga & Ronkay, 1984 och Euchalcia variabilis uralensis (Eversmann, 1842).

## Bildgalleri

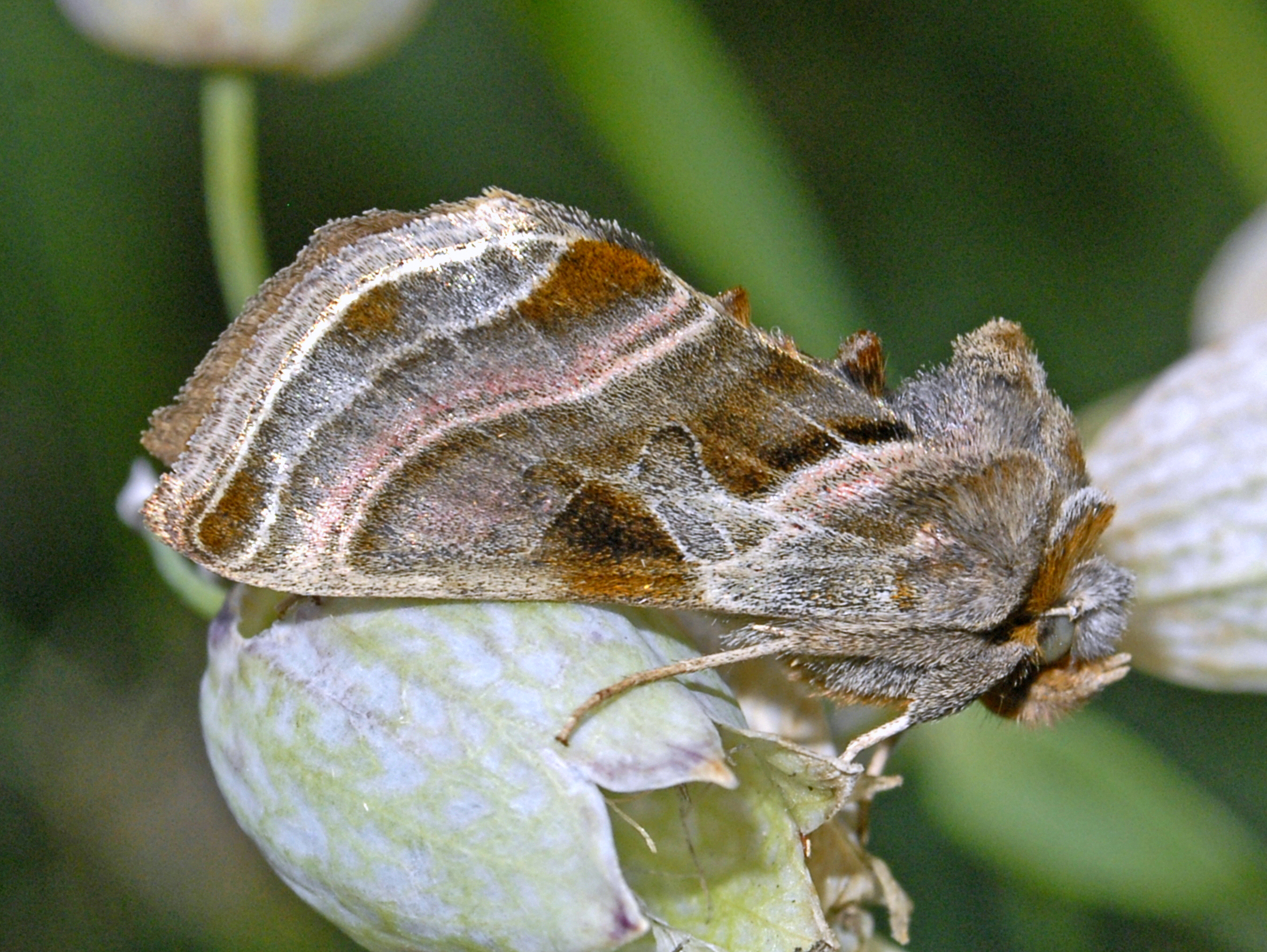
Imago fjäril
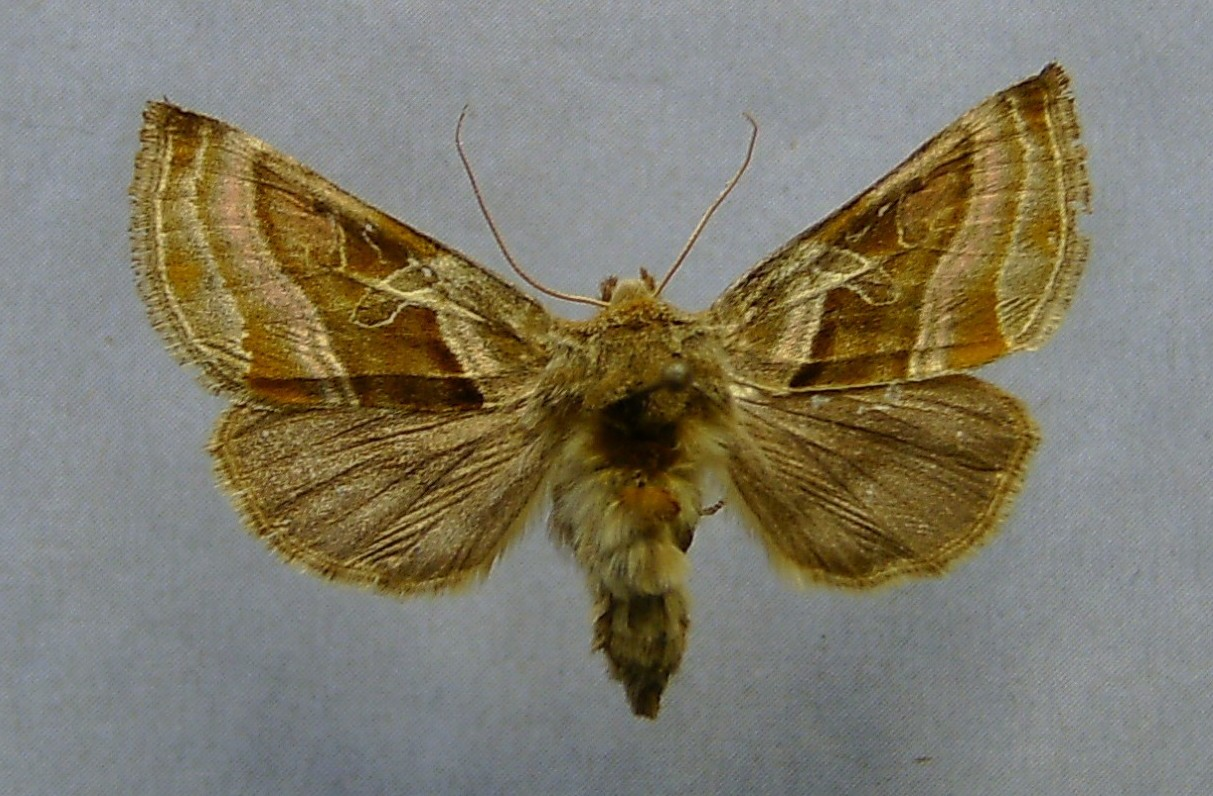
Preparerad (uppnålad) imago fjäril